# Quint-Fonsegrives
Quint-Fonsegrives település Franciaországban, Haute-Garonne megyében. Lakosainak száma 6059 fő (2022. január 1.). Quint-Fonsegrives Flourens, Aigrefeuille, Balma, Drémil-Lafage, Lauzerville, Saint-Orens-de-Gameville és Toulouse községekkel határos.

## Népesség
A település népességének változása:
| Lakosok száma | 749  | 2711 | 3261 | 4519 | 5118 | 5443 | 5674 | 5896 | 5950 | 6059 |
|               | 1968 | 1982 | 1990 | 2006 | 2013 | 2015 | 2017 | 2019 | 2020 | 2022 |